# Baslo'halok
Baslo'halok, jedna od desetak lokalnih skupina Skagit Indijanaca, porodica Salishan, koji su živjeli duž rijeke Skagit od Hamiltona do Birdsbiewa, na području današnjeg okruga Skagit. 
Glavno im se naselje nalazilo na mjestu današnjeg Hamiltona.